# Collegio elettorale di Castellarquato
Il collegio elettorale di Castellarquato è stato un collegio elettorale uninominale del Regno di Sardegna. È uno degli otto collegi elettorali della provincia di Piacenza creati dopo la temporanea caduta del ducato di Parma. Comprendeva i circondari di Castellarquato, Lugagnano e Carpaneto.

## Dati elettorali
Nel collegio si svolsero votazioni per le due prime legislature, poi gli austriaci occuparono di nuovo le provincie di Parma e Piacenza. Per al settima legislatura, dopo la seconda guerra d'Indipendenza, fu unito al collegio di Carpaneto. Entrambi i collegi con l'unità d'Italia furono uniti a quello di Bettola.

### I legislatura
Le votazioni si svolsero in 222 collegi uninominali a doppio turno. Come previsto dal decreto n. 680 del 17 marzo 1848, era eletto al primo turno il candidato che «riunisce in suo favore più del terzo dei voti del total numero dei membri componenti il collegio e più della metà dei suffragi dati dai votanti presenti all'adunanza» (art. 92). Se nessun candidato era eletto, al ballottaggio tra i due candidati con più voti era eletto chi otteneva il maggior numero di voti (art. 93) o, in caso di ugual numero di voti, il maggiore d'età (art. 94).
| Partito                            | Partito                            | Candidato                          | Risultati 20 giugno 1848 | Risultati 20 giugno 1848 |
| Partito                            | Partito                            | Candidato                          | Voti                     | %                        |
| ---------------------------------- | ---------------------------------- | ---------------------------------- | ------------------------ | ------------------------ |
|                                    | —                                  | Giuseppe Mischi                    | 117                      | 97,50                    |
|                                    | —                                  | Gaetano Scotti                     | 3                        | 2,50                     |
|                                    |                                    |                                    |                          |                          |
| Iscritti                           | Iscritti                           | Iscritti                           | 216                      | 100,00                   |
| ↳ Votanti (% su iscritti)          | ↳ Votanti (% su iscritti)          | ↳ Votanti (% su iscritti)          | 130                      | 60,19                    |
| ↳ Voti validi (% su votanti)       | ↳ Voti validi (% su votanti)       | ↳ Voti validi (% su votanti)       | 120                      | 92,31                    |
| ↳ Schede non valide (% su votanti) | ↳ Schede non valide (% su votanti) | ↳ Schede non valide (% su votanti) | 10                       | 7,69                     |
| ↳ Astenuti (% su iscritti)         | ↳ Astenuti (% su iscritti)         | ↳ Astenuti (% su iscritti)         | 86                       | 39,81                    |

### II legislatura
Le votazioni si svolsero in 222 collegi uninominali a doppio turno con la stessa normativa precedente (al primo turno un numero di voti maggiore di un terzo degli iscritti).
| Partito                            | Partito                            | Candidato                          | Primo turno 22 gennaio 1849 | Primo turno 22 gennaio 1849 | Ballottaggio 23 gennaio 1849 | Ballottaggio 23 gennaio 1849 |
| Partito                            | Partito                            | Candidato                          | Voti                        | %                           | Voti                         | %                            |
| ---------------------------------- | ---------------------------------- | ---------------------------------- | --------------------------- | --------------------------- | ---------------------------- | ---------------------------- |
|                                    | —                                  | Carlo Fioruzzi                     | 35                          | 64,81                       | 37                           | 69,81                        |
|                                    | —                                  | Cesare Stradivari                  | 19                          | 35,19                       | 16                           | 30,19                        |
|                                    |                                    |                                    |                             |                             |                              |                              |
| Iscritti                           | Iscritti                           | Iscritti                           | 216                         | 100,00                      | 216                          | 100,00                       |
| ↳ Votanti (% su iscritti)          | ↳ Votanti (% su iscritti)          | ↳ Votanti (% su iscritti)          | 56                          | 25,93                       | 53                           | 24,54                        |
| ↳ Voti validi (% su votanti)       | ↳ Voti validi (% su votanti)       | ↳ Voti validi (% su votanti)       | 54                          | 96,43                       | 53                           | 100,00                       |
| ↳ Schede non valide (% su votanti) | ↳ Schede non valide (% su votanti) | ↳ Schede non valide (% su votanti) | 2                           | 3,57                        | 0                            | 0,00                         |
| ↳ Astenuti (% su iscritti)         | ↳ Astenuti (% su iscritti)         | ↳ Astenuti (% su iscritti)         | 160                         | 74,07                       | 163                          | 75,46                        |

L'elezione fu annullata il 5 febbraio per incompatibilità, dato che l'eletto era cancelliere nel magistrato degli studi.
| Partito                            | Partito                            | Candidato                          | Primo turno 20 giugno 1848 | Primo turno 20 giugno 1848 | Ballottaggio | Ballottaggio |
| Partito                            | Partito                            | Candidato                          | Voti                       | %                          | Voti         | %            |
| ---------------------------------- | ---------------------------------- | ---------------------------------- | -------------------------- | -------------------------- | ------------ | ------------ |
|                                    | —                                  | Matteo Pescatore                   | 65                         | 89,04                      | 44           | 88,00        |
|                                    | —                                  | Cesare Stradivari                  | 8                          | 10,96                      | 6            | 12,00        |
|                                    |                                    |                                    |                            |                            |              |              |
| Iscritti                           | Iscritti                           | Iscritti                           | 216                        | 100,00                     | 216          | 100,00       |
| ↳ Votanti (% su iscritti)          | ↳ Votanti (% su iscritti)          | ↳ Votanti (% su iscritti)          | 74                         | 34,26                      | 50           | 23,15        |
| ↳ Voti validi (% su votanti)       | ↳ Voti validi (% su votanti)       | ↳ Voti validi (% su votanti)       | 73                         | 98,65                      | 50           | 100,00       |
| ↳ Schede non valide (% su votanti) | ↳ Schede non valide (% su votanti) | ↳ Schede non valide (% su votanti) | 1                          | 1,35                       | 0            | 0,00         |
| ↳ Astenuti (% su iscritti)         | ↳ Astenuti (% su iscritti)         | ↳ Astenuti (% su iscritti)         | 142                        | 65,74                      | 166          | 76,85        |

L'elezione non venne convalidata per l'avvenuto scioglimento della Camera. 